# Jesús Vallejo
Jesús Vallejo, född 5 januari 1997, är en spansk fotbollsspelare som spelar för Real Madrid.

## Meriter[2]

### Real Madrid
- Spanska supercupen: 2017/2018 2021/2022
- Uefa Champions League: 2017/2018
- Uefa Super Cup: 2017/2018
- Världsmästerskapet i fotboll för klubblag: 2018

### Spanien
- Olympiska sommarspelen 2020: Silver
- U19-Europamästerskapet i fotboll: 2015
- U21-Europamästerskapet i fotboll: 2019